# 2010年亚洲运动会火炬传递

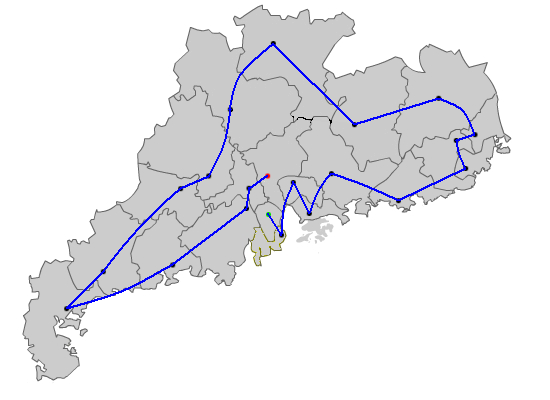
廣州亞運會火炬接力路線圖

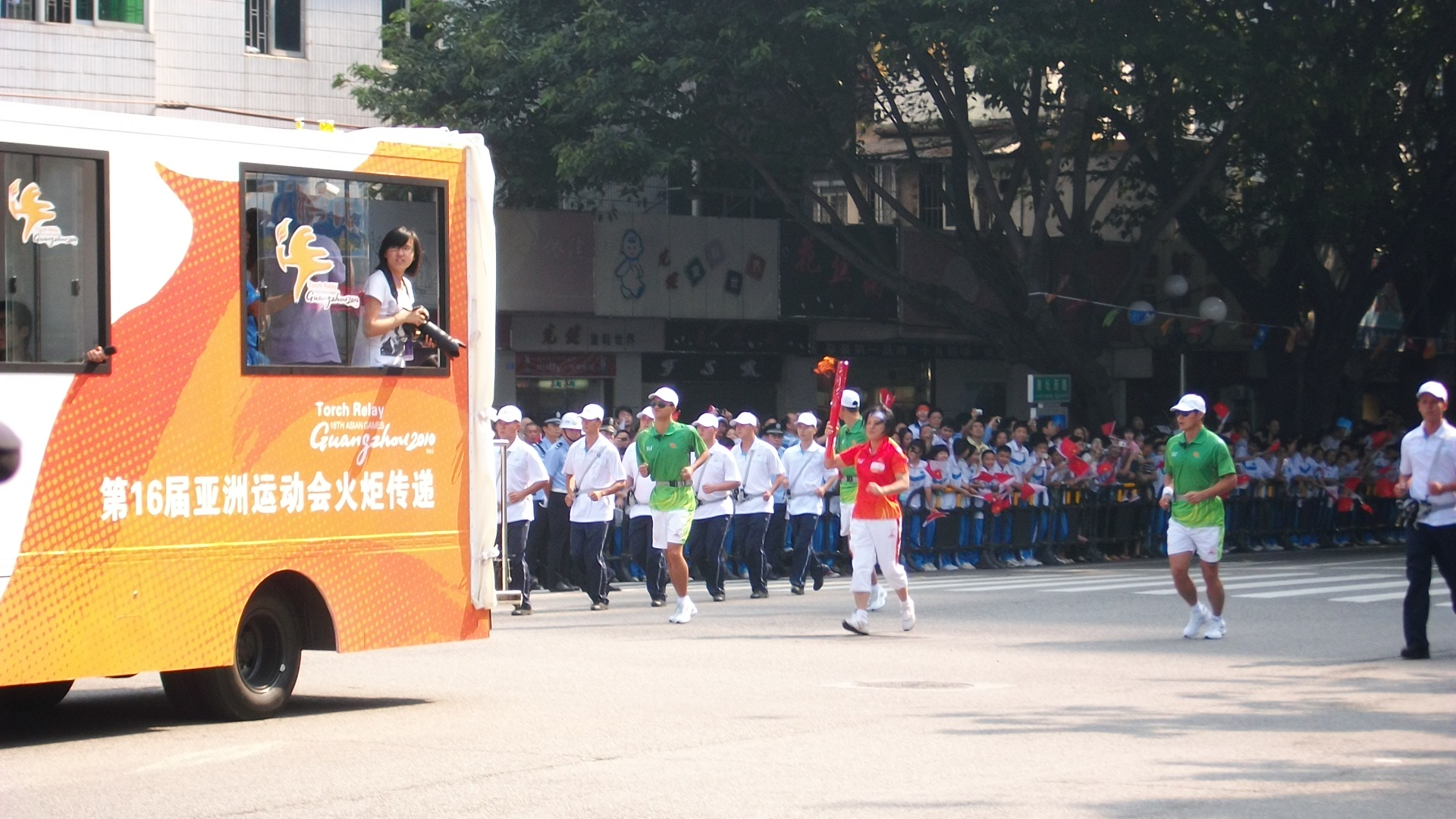
广州亚运会火炬在惠州的传递现场

第十六届亚洲运动会火炬传递是2010年广州亚运会所进行的火炬接力活动。由10月12日至11月12日，歷時三十天，在北京、哈爾濱、長春、山東省海陽市以及廣東省21個地級市進行傳遞，共有2100多名火炬手參與傳遞。火炬最終會在11月12日廣州亞運會開幕式當晚燃點。
2010年10月9日，雲南少女康辰晨在居庸关长城北关烽火台採集火種。10月12日，中华人民共和国主席胡锦涛在北京天壇公園祁年殿主持「火炬点燃暨火炬传递启动仪式」，并在种盆中点燃了主火炬。

## 傳遞日程
| 日期         | 城市                               |
| ------------ | ---------------------------------- |
| 10月12日     | 北京天壇公園                       |
| 10月13日上午 | 中山                               |
| 10月14日上午 | 哈爾濱                             |
| 10月15日上午 | 長春                               |
| 10月15日上午 | 海陽                               |
| 10月16日     | 珠海                               |
| 10月17日     | 東莞                               |
| 10月18日     | 深圳                               |
| 10月19日     | 惠州                               |
| 10月20日     | 汕尾                               |
| 10月21日     | 汕頭                               |
| 10月22日     | 潮州                               |
| 10月23日     | 揭陽                               |
| 10月24日     | 梅州                               |
| 10月25日     | 河源                               |
| 10月26日     | 團隊休整                           |
| 10月27日     | 韶關                               |
| 10月28日     | 清遠                               |
| 10月29日     | 肇慶                               |
| 10月30日     | 雲浮                               |
| 10月31日     | 茂名                               |
| 11月1日      | 湛江                               |
| 11月2日      | 陽江                               |
| 11月3日      | 江門                               |
| 11月4日      | 佛山                               |
| 11月5日      | 廣州市政府門前廣場(分火儀式)       |
| 11月6日      | 天河、越秀、番禺、南沙(展示性傳遞) |
| 11月7日      | 從化、花都、蘿崗、增城(展示性傳遞) |
| 11月8日      | 白雲、黃埔、海珠、荔灣(展示性傳遞) |
| 11月9日      | 廣州市區                           |
| 11月10日     | 番禺大夫山                         |
| 11月11日     | 廣州大學城                         |
| 11月12日     | 開幕式點燃主火炬                   |